# Reigneville-Bocage

Reigneville-Bocage este o comună în departamentul Manche, Franța. În 1 ianuarie 2022 avea o populație de 38 de locuitori.